# Jean-Jacques Purusi Sadiki
 (juin 2025).
Motif : notoriété non démontrée, seuil NPP non atteint
- Archive Wikiwix
- Bing
- Cairn
- DuckDuckGo
- E. Universalis
- Gallica
- Google
- G. Books
- G. News
- G. Scholar
- Persée
- Qwant
- (zh) Baidu
- (ru) Yandex
- (wd) trouver des œuvres sur Wikidata

| 1. | Préciser le motif de la pose du bandeau. | Précisez le motif de la pose du bandeau en utilisant la syntaxe suivante : {{admissibilité à vérifier\|date=juin 2025\|motif=remplacez ce texte par le motif}}                                  |
| 2. | Informer les utilisateurs concernés.     | Pensez à avertir le créateur de l'article, par exemple, en insérant le code ci-dessous sur sa page de discussion : {{subst:avertissement admissibilité à vérifier\|Jean-Jacques Purusi Sadiki}} |

Jean-Jacques Purusi Sadiki, né le 5 décembre 1964 à Lwiro, est un professeur des universités et homme politique de République démocratique du Congo. Il est gouverneur de la province du Sud-Kivu depuis le 2 mai 2024.

## Biographie
Naissance et nationalité
Jean Jacques Purusi Sadiki est un universitaire et homme politique congolais, né le 5 décembre 1964 à Bugorhe (Lwiro), dans la province du Sud-Kivu, en République Démocratique du Congo.
Éducation
Purusi Sadiki a obtenu un Doctorat en Sciences Politiques et Sociales, avec une spécialisation en Droit International des Droits de l’Homme et Droit International Humanitaire, à l’Université de Gand en Belgique en 2002. Il détient également un Certificat en Analyse des Régimes Politiques Comparés de l’Université Libre de Bruxelles (1996) et un Master en Travail Social-Administration et Entreprises de la même institution (1995). Il est diplômé du Département d’Histoire de l’Institut Supérieur Pédagogique (ISP) de Bukavu, où il a étudié entre 1986 et 1991.
Carrière professionnelle
Jean Jacques Purusi Sadiki a occupé plusieurs postes importants dans l'administration publique et les entreprises en République Démocratique du Congo. Depuis juin 2024, il est Gouverneur de la Province du Sud-Kivu. Il a été Président du Conseil d’Administration de la Société de Développement Industriel et Minier du Congo (SODIMICO) de juin 2023 à avril 2024, et Conseiller du Président du Sénat de la RDC sur les questions régionales, diplomatiques et internationales durant la même période. Auparavant, il a été Directeur de Cabinet au Ministère de l’Emploi, du Travail et de la Prévoyance Sociale (mai 2021 - juin 2023) et Administrateur à la Caisse Nationale de Sécurité Sociale (CNSS) à Kinshasa.
Purusi Sadiki a également été impliqué dans des programmes visant à soutenir la création d'emplois et la protection sociale en RDC, notamment en tant que Concepteur et Coordonnateur du Programme National d’appui à la création des Emplois internationaux (CIPE) et Administrateur du Programme National d’appui à la Protection Sociale (PNPS).
Expérience internationale
Sur le plan international, Purusi Sadiki a travaillé pour les Nations Unies dans divers rôles liés aux droits de l'homme et à la paix. Il a été Chef de la Commission d’Enquête Indépendante des Nations Unies sur la situation des Droits de l’Homme au Sud-Soudan en avril 2021, mais a décliné ce poste pour retourner servi avec son pays. Il a également été Conseiller Régional en Droits de l’Homme au Bureau Régional des Nations Unies pour l’Afrique Centrale (UNOCA) de février 2019 à mai 2021, et a coordonné des missions d'enquête sur les droits de l'homme au Burundi.
Purusi Sadiki a occupé des postes clés dans des missions de maintien de la paix des Nations Unies, notamment en République Centrafricaine, au Libéria et au Rwanda, où il a œuvré pour la protection des droits de l'homme et des enfants.

## Carrière politique
Le 2 mai 2024, Jean-Jacques Purusi Sadiki est élu gouverneur du Sud-Kivu. Son vice-gouverneur est Jean-Jacques Elakano. Lors du deuxième tour des élections organisées par la Commission électorale nationale indépendante (CENI), leur liste commune sous la bannière de l'Alliance des forces démocratiques du Congo (AFDC) remporte 27 voix (56 %) contre 21 (44 %) pour les candidats de l'Union pour la nation congolaise (UNC) Émile Sumaili et Chuma Mabanga Valère. Le 18 mai 2024, la cour d'appel du Sud-Kivu confirme ces résultats et proclame officiellement leur élection,.